# 米沙·麦斯基

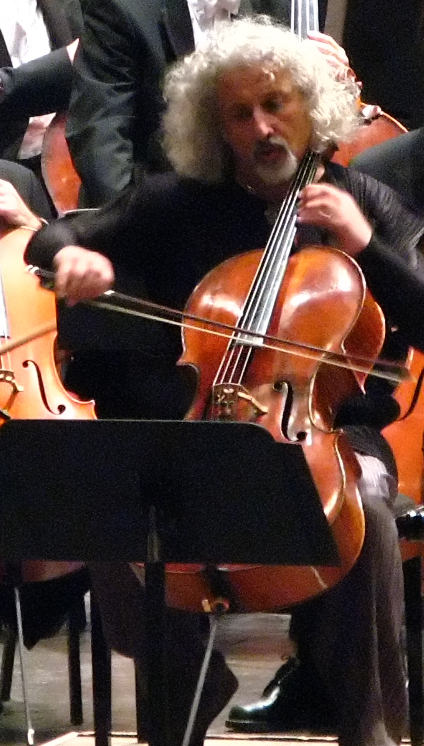
米沙·麦斯基（2006年）

米沙·麥斯基（1948年1月10日—），以色列大提琴家。他被視為20世紀最偉大的大提琴大師之一。

## 生平
米沙·麦斯基出生于里加，八岁开始学习大提琴，先后就读于拉脱维亚约瑟夫·韦托音乐学院和列宁格勒音乐学院，15岁时进入莫斯科音乐学院，师从罗斯特罗波维奇。1966年，麦斯基在柴可夫斯基国际音乐比赛中获得第六名。1970年，麦斯基被判在劳改营两年徒刑，起因可能是其妹妹一年前移民至以色列。一位医生好友将他转到精神病院，帮助他避免刑满以后被迫参军。 
1972年，在一位美国赞助人的支持下，麦斯基也移民到以色列，随后迁往布鲁塞尔。1973年，麦斯基在佛罗伦萨举办的卡萨多（Cassadó）国际大提琴比赛中夺冠，同年前往卡内基音乐厅首演，并在此场音乐会后以可观的价格获得了一把蒙塔尼亚纳名琴。1974年，在罗斯特罗波维奇的推荐下，麦斯基成为皮亚季戈尔斯基的学生，他也是唯一一位师从过这两位大师的大提琴家。 
麦斯基1982年起开始与德意志留声机公司合作，第一张唱片录音是与基东·克雷默合作的勃拉姆斯大提琴小提琴双重协奏曲，由伯恩斯坦指挥维也纳爱乐乐团伴奏。常与麦斯基合作室内乐的音乐家有玛尔塔·阿赫里奇、拉杜·鲁普、巴什梅特、吉利洛夫等等。 
麦斯基现居滑铁卢，育有五个孩子，长女莉莉·麦斯基（Lily Maisky）是钢琴家，长子萨沙·麦斯基（Sascha Maisky）是小提琴家，三个人组建了一个“麦斯基三重奏”乐团，经常在欧洲巡演。